# Saigusaia
Saigusaia is een muggengeslacht uit de familie van de paddenstoelmuggen (Mycetophilidae).

## Soorten
- S. cincta (Johannsen, 1912)
- S. flaviventris (Strobl, 1894)